# Hornowszczyzna
Hornowszczyzna [xɔrnɔfʂˈt͡ʂɨzna] est un village polonais de la gmina de Dziadkowice dans le powiat de Siemiatycze et dans la voïvodie de Podlachie. Il se situe à environ 14 kilomètres au nord-est de Siemiatycze et à 68 kilomètres au sud de la capitale régionale Bialystok.